# 오베론 (위성)
오베론(Oberon)은 천왕성의 제 4위성이며 천왕성의 위성 중 5개 주요위성 중에서 가장 바깥쪽에 자리하고 있는 위성이다. 1787년 윌리엄 허셜에 의하여 발견되었다. 천왕성의 위성은 대부분 윌리엄 셰익스피어의 작품에 등장하는 인물들의 이름을 따서 지었다. 오베론은 《한여름 밤의 꿈》에 나오는 요정의 왕이다.
오베론은 얼음과 얼어붙은 약간의 메탄과 암석물질로 이루어져 있으며, 1986년 미국이 보이저 2호 우주선이 전송해온 사진 영상에 의해 오베론의 표면에는 충돌구가 있는 것으로 밝혀졌다. 많은 수의 밝은 구덩이들 중 몇 개에서는 용암 같은 거무스름한 물질이 흘러나온 것으로 추정된다.

## 같이 보기
- 위성 목록